# Тополовиця (Врбовсько)
45°26′ пн. ш. 15°02′ сх. д. / 45.43° пн. ш. 15.04° сх. д.
Тополовиця (хорв. Topolovica) — населений пункт у Хорватії, в Приморсько-Горанській жупанії у складі міста Врбовсько.

## Населення
Населення за даними перепису 2011 року становило 3 осіб.
Динаміка чисельності населення поселення:

## Клімат
Середня річна температура становить 8,32 °C, середня максимальна – 21,07 °C, а середня мінімальна – -5,67 °C. Середня річна кількість опадів – 1460 мм.
| Клімат поселення                              | Клімат поселення | Клімат поселення | Клімат поселення | Клімат поселення | Клімат поселення | Клімат поселення | Клімат поселення | Клімат поселення | Клімат поселення | Клімат поселення | Клімат поселення | Клімат поселення | Клімат поселення |
| Показник                                      | Січ.             | Лют.             | Бер.             | Квіт.            | Трав.            | Черв.            | Лип.             | Серп.            | Вер.             | Жовт.            | Лист.            | Груд.            |                  |
| Середній максимум, °C                         | 5,73             | 6,38             | 9,05             | 12,84            | 17,80            | 21,07            | 20,52            | 20,24            | 16,44            | 12,23            | 7,02             | 3,88             |                  |
| Середня температура, °C                       | 0,02             | 0,68             | 3,36             | 7,15             | 12,08            | 15,37            | 17,34            | 17,05            | 13,27            | 9,06             | 3,83             | 0,68             |                  |
| Середній мінімум, °C                          | −5,67            | −5,03            | −2,36            | 1,43             | 6,38             | 9,67             | 14,15            | 13,87            | 10,08            | 5,88             | 0,66             | −2,49            |                  |
| Норма опадів, мм                              | 84               | 90               | 107              | 127              | 113              | 134              | 106              | 118              | 135              | 158              | 163              | 125              |                  |
| Середньомісячна швидкість вітру, м/с          | 2.05             | 2.20             | 2.47             | 2.37             | 2.24             | 2.07             | 1.97             | 1.95             | 1.90             | 2.03             | 2.20             | 2.20             |                  |
| Середньомісячна сонячна радіація, кДж/м²·день | 4259             | 7036             | 10315            | 14590            | 18711            | 20334            | 21688            | 18371            | 13495            | 8779             | 4668             | 3571             |                  |
| --------------------------------------------- | ---------------- | ---------------- | ---------------- | ---------------- | ---------------- | ---------------- | ---------------- | ---------------- | ---------------- | ---------------- | ---------------- | ---------------- | ---------------- |
| Джерело:                                      |                  |                  |                  |                  |                  |                  |                  |                  |                  |                  |                  |                  |                  |